# Fédération internationale d'éducation physique
La Fédération internationale d'éducation physique (FIEP) a été fondée en 1923, ce qui en fait la plus ancienne association internationale de professeurs d'éducation physique et de scientifiques du sport.

## Émergence
En marge du congrès international d'éducation physique, organisé du 30 août au 6 septembre 1900 à Paris, il fut décidé de se réunir régulièrement à l'international à l'avenir. À cet effet, une commission technique internationale permanente pour l'éducation physique a été créée. Les membres fondateurs étaient : Mosso (Italie) comme président, Demeny (France), Fosseprez (Belgique), Cabezas (Chili), Kier (Danemark), Chryssafis (Grèce) et Tongres (Suède). Des délégués de 16 pays se sont réunis, mais l'Allemagne, l'Autriche et la Suisse n'étaient pas représentées, car les représentants de la gymnastique suédoise, selon Pehr Henrik Ling, étaient présents, alors que dans les pays germanophones, c'était la gymnastique selon Friedrich Ludwig Jahn qui dominait. L'un des objectifs était de traiter l'éducation physique de Ling sur une base scientifique. Un Institut international d'éducation physique est fondé durant le congrès international à Odense (Danemark) qui a eu lieu du 7 au 10 juillet 1911.
Les activités de l'Institut sont interrompues par la Première Guerre mondiale. Le 2 juillet 1923, lors du congrès suivant à Bruxelles, une association est officiellement fondée, la Fédération Internationale de Gymnastique Éducative (FIGE). Le général Lefebure (Belgique) en a été son président fondateur. Il a activement recruté des membres personnels et institutionnels, principalement en Europe. Dès 1924, Lefebure est remplacé par le colonel Eimar Nermam (Suède), qui a présidé jusqu'en 1935.

## Développement
Depuis 1931, l'association publie sa propre revue internationale.
En 1935, le major Joseph G. Thulin (Suède) a été élu comme nouveau président. Il est resté en fonction jusqu'en 1958. En 1953, l'association est renommée Fédération Internationale d'Éducation Physique — FIEP. En 1958, Antonio Leal D'Oliveira (Portugal) succède à Thulin. Il préside jusqu'en 1970, en se focalisant sur l'internationalisation. Erich Beyer, d'Allemagne, est devenu membre du comité. Avec Pierre Seurin (France, président de 1970 à 1983), la limite des adhérents dans cent pays de tous les continents est franchie pour la première fois. Avec un renforcement des associations continentales et un grand nombre de congrès, la FIEP sort de l'école d'éducation physique et participe intensément à l'essor des sciences du sport et des sports populaires et récréatifs (Sport pour tous).
Après le décès de Seurin en 1984, l'association est professionnalisée par John C. Andrews (Angleterre). Il n'y avait désormais presque plus de pays au monde où la FIEP n'était pas représentée. Arnd Krüger, d'Allemagne, est devenu membre du comité. Il s'est occupé de l'expansion en Amérique latine et dans les pays arabes. Avec le Prix scientifique Prince Faisal, la FIEP décerne le prix le plus cher pour les réalisations en sciences du sport. La FIEP a contribué à la fondation du Comité européen pour l'histoire du sport. En 2000, Manoel José Gomes Tubino (Brésil) reprend la présidence qui, avec le bureau, quittent pour la première fois l'Europe. Cela a ainsi permis à la fédération régionale européenne de la FIEP de prendre son essor.

## Liens web
- Site web de la FIEP Europe

## Sources
- John Andrews : International Federation of Physical Education (FIEP), dans : “International Review of Education” 1989, 35(1), p. 103-105.
- D. Kirk, D. MacDonald, M. O'Sullivan : “Handbook of Physical Education”. Londres : Sage 2006  (ISBN 978-1-4462-7050-9).